# Табаныяссы Мехмед-паша
Табаниясси Мехмед-паша (ок. 1589—1639) — турецкий военный и государственный деятель, бейлербей Египта (1628—1630), 93-й великий визирь Османской империи (18 мая 1632 — 2 февраля 1637).

## Биография
По происхождению — албанец, родился в городе Драма.
С сентября 1628 по октябрь 1630 года — османский бейлербей Египта.
В мае 1632 года султан Мурад IV казнил великого визиря Реджеп-пашу и назначил на его место Табаниясси Мехмед-пашу.
В течение первых лет на должности великого визиря Табаниясси Мехмед-паша пользовался поддержкой султана. Весной 1635 года по приказу султана Табаниясси Мехмед-паша возглавил турецкую армию в походе на Иран, затем к нему присоединился сам Мурад IV. Султан во главе своей армии прошел через Анатолию, прибыл в Эрзурум, затем в Карс и подошел к крепости Ереван, которую занимали персы. 8 августа 1635 года иранский гарнизон Еревана капитулировал. Из Еревана османская армия выступила на Тебриз, но не смогла взять этот город и с приближением зимы отступила в Ван. Оставив великого визиря на зимовку в Диярбакыре, Мурад IV в декабре 1635 года торжественно вступил в Стамбул в качестве султана-воина.
В 1636 году персидские войска вернули Ереван. Из-за потери Еревана великий визирь Табаниясси Мехмед-паша в феврале 1637 года был снят султаном с должности великого визиря. В дальнейшем он был назначен на должность губернатора Силистрии и Буды.
В 1639 году султан Мурад IV заподозрил Мехмед-пашу в измене и попытке поднять мятеж в провинции. Табаниясси Мехмед-паша был вызван в Стамбул, вначале заключен в Едикуле, а затем утоплен.